# 戦狼 ウルフ・オブ・ウォー
『戦狼 ウルフ・オブ・ウォー』は、(原題：战狼2)はウー・ジン監督・主演によるアクション映画。2017年製作。『ウルフ・オブ・ウォー ネイビー・シールズ傭兵部隊 vs PLA特殊部隊』の続編である。中国映画史上、歴代興行収入第1位を記録し、世界歴代興行収入トップ100で初の非ハリウッド映画としてランクインした。

## 概要
- ルッソ兄弟を監修に迎え、ハリウッドのスタッフを招聘して製作したアクション映画。
- 2017年7月27日に本国で公開。中国とアジアの歴代興行収入1位を更新し、観客動員数は1.6億人を突破した[2][3]。世界歴代54位となる約1000億円の興行収入を記録した[4]。
- 日本公開の際、映倫により「刺激の強い殺傷流血の描写」を理由にR-15指定を受けている。（映倫番号47510）

## あらすじ
問題を起こして懲罰中のレイ・フェンは、上官であり恋人でもあったロンがアフリカで殺害されたと知り、軍を去る。その後はアフリカの某国にたどり着いてフリーのボディガードになるが、そこでヨーロッパの民間軍事会社「ディランコープス」を黒幕とする叛乱が勃発する。レイは戦場と化した街から、現地民を引き連れ中国大使館へと逃れる。
反乱軍が政府軍を襲うなか、中国政府は海軍を派遣するが、国際法上動けない。レイは元軍人である事を明かし、チェン博士救出の特殊任務を受けるが、博士はすでに瀕死の重傷を負っていた。レイは博士から娘のパーシャを託され、レイチェル医師と共に脱出し、いまだ残る中国人と現地民たちを守るため工場へと向かう。工場には、熟練の老兵ホーと武器マニアの御曹司イーファンがいた。
レイ・フェンは彼らとともに、反乱軍を制圧するため、「ディランコープス」の首領であるビッグ・ダディとその手下達を襲撃する。

### 登場人物
レイ・フェン（レン・フォンとも）
主人公。元『戦狼』部隊の隊員で、除隊してアフリカで暮らしている。現地のトゥング少年を、息子同然に面倒を見ている。
民間人保護を行う中国海軍に、自分が元戦狼であると名乗り出て、単身で特殊任務に赴く。
スー・イーファン
中国人経営の工場の御曹司。トゥングの母は彼の工場に勤務する。
実戦経験のないミリタリーマニアだが、従業員をアフリカ人、中国人を問わず保護するなど彼なりの大義は有している。
ホー・シャングオ
村の工場の警備責任者。中国軍の軍を除隊後、現職に就いた老兵。
レイチェル・スミス
アメリカ人の医師。白人と中国系のハーフであり、中国語を流暢に話せる。
チェン博士
中国人医師。ラマンナ病研究の第一人者。反政府軍最大の標的だが、病院を占領された際に傭兵に誤射され命を落とす。
パーシャ
チェン博士の娘（アフリカ系）。
リン
イーファンの工場の役員。保身ばかりを気にする男で、アフリカ人より中国人の安全を優先する、命欲しさにレイを売るなどの利己的な行動が多い。
オトゥ将軍
反政府軍レッドスカーフ総指揮官。部下の兵士は全員赤いスカーフをつけている。武力革命と共に、チェン博士確保による疫病ワクチン独占を目論んでいる。
ビッグダディ
PMC『ディランコープス』指揮官。ヨーロッパ最強とまで言われる傭兵達を従え、最新装備を駆使する。反政府軍と契約している傭兵だが思惑がある。

## キャスト
| 役名           | 俳優                   | 日本語吹替 |
| -------------- | ---------------------- | ---------- |
| レイ・フェン   | ウー・ジン             | 丸山壮史   |
| ビッグ・ダディ | フランク・グリロ       | 荒井勇樹   |
| レイチェル     | セリーナ・ジェイド     | 坂井恭子   |
| ホー           | ウー・ガン             | 前田雄     |
| イーファン     | チャン・ハン           | 吉田勝哉   |
| ベア           | オレッグ・プルディウス | 山下大毅   |
| アテナ         | ハイジ・マネーメーカー |            |
| ゴースト       | アーロン・リー         |            |
| ローチ         | アーロン・トニー       |            |
| ネッサ         | アン・ジェームス       | 功刀未端規 |

## 制作
- 『シビル・ウォー/キャプテン・アメリカ』のルッソ兄弟が、この作品を監修している[5]。アクション監督は『キャプテン・アメリカ』シリーズでクリス・エヴァンスのスタントマンを担当し、『スーサイド・スクワッド』『アトミック・ブロンド』などで第二班監督をつとめ、本作の公開後に『タイラー・レイク／命の奪還』で監督デビューしたサム・ハーグレイブが担当。その他、ハリウッドで活躍するスタッフらが製作に参加した。
- 南アフリカ共和国のソウェトやアレクサンドラでロケされた[6] 。
- 武術アクション監督は『新少林寺/SHAOLIN』などを手がけたウォン・ワイ・レオン。